# Condé-sur-Ifs
Condé-sur-Ifs è un comune francese di 438 abitanti situato nel dipartimento del Calvados nella regione della Normandia.

## Società

### Evoluzione demografica
Abitanti censiti